# مايكل سكوفيلد
 مايكل سكوفيلد (بالإنجليزية: Michael Scofield)‏ هو شخصية خيالية في مسلسل بريزون بريك أداها الممثل الأمريكي وينتورث ميلر، وهو مهندس معماري قام بعملية سرقة لمصرف لكي يحتجز في سجن فوكس ريفر الذي قام بالمشاركة في تصميمه، حتى يتسنى له مساعدة أخيه لينكون بوروز على الهروب حيث اتهم باغتيال ترنس ستيدمان، وهو أخو نائبة الرئيس الأمريكي.
واستطاع بالفعل إخراج أخيه من السجن ولكنه إخراج معه أشخاص آخرين بعضهم لم يرض عن خروجهم ولكنه كان مُجبر على إخراجهم مثل تي باغ وفرانكلين بنجامين.

## الظهور

### الموسم الأول
أظهرت الحلقة الأولى من المسلسل نهاية إعداد مايكل لخطة التسلل إلى إصلاحية نهر فوكس يدخل إلى الإصلاحية، مثّل مايكل عملية سرقة، ورفض الطعن على الدعوى وطلب أن يرسل إلى سجن قريب من منزله. بدأ مايكل قضاء مدة سجنه في 11 أبريل أي قبل شهر بالضبط من موعد إعدام أخيه لينكون. هناك بدأ مايكل في ملاحظة كل صغيرة وكبيرة في السجن ونزلائه.
أدت خلفية مايكل التعليمية إلى تساؤل السجناء والضباط عن سبب انتهاء شخص ذو حياة ممتازة مثله في إصلاحية الولاية. الأمر الأكثر غرابة كان يتعلق ب«عادته»، حيث كان يتحدث سريا دائما مع أخيه لينكون بوروز أثناء القيام بأعمال السجن وأثناء وقت الكنيسة؛ فضلا عن أن مأمور السجن هنري بوب دعاه إلى مكتبه شخصيا.
يستمر المسلسل في تتبع تنفيذ خطة مايكل التي واجهتها الكثير من العقبات. في أول 13 حلقة، كان لمايكل هدف محدد في كل حلقة يتعلق بالتخطيط للهروب من السجن. في هذه الأثناء، قام مايكل بتجنيد عدة أشخاص لتنفيذ خطة هروبه ومنهم: رفيق زنزانته فرناندو سوكري (أموري نولاسكو) لمساعدته في الحفر، ورئيس إحدى العصابات جون أبروزي (بيتر ستورمر) ليسمح له بالانضمام إلى أعمال السجن وليجهز لهم طائرة في موعد هربهم، وتشارلز وستمورلاند (ميوس واستون) الذي اعتقد مايكل مسبقا بانه المجرم القديم الذي فر من الشرطة بقصته الطويلة حاملا معه مبلغ مئتي الف دولارواسمه دي بي كوبروفعلا كان اعتقاد مايكل بمكانه وأنه يستطيع مساعدهم ماديا عند هروبهم.
ادعى مايكل أنه مصاب بمرض السكري من النمط الأول، مما يسر له زيارة يومية إلى المستوصف (نقطة خروج الهاربين من السجن) وسمح له بأن يكوّن علاقة مع الطبيبة سارا تانكريدي. بعد أن وافق مايكل على مساعدة المأمور هنري بوب (ستيسي كيتش) في إنشاء نموذج لتاج محل في مكتبه، شكل مايكل أيضا صداقة مع بوب.
والجدير بالذكر ان الذكاء الحاد الذي كان يتمتع به مايكل ما هو الا نتيجة لمرض وراثي ورثه عن امه، هذا المرض يجعل صاحبه يلاحظ كل التفاصيل الداخلية للاشياء، ولا شك ان مايكل تعرض لمواقف في الطفولة ساعدته علي تنمية هذا المرض والذي اكد طبيبه النفسي ان جزء كبير من هذا المرض نفسي حدث له نتيجة ان الشخص الذي تبني مايكل في الطفولة كان يحبسة لساعات كثيرة في الظلام مما جعله يفكر في ادق تفاصيل الاشياء المحيطة في الظلام، إلا أن هذا المرض له اثار سلبية، فاذا اصاب هذا المرض شخصا اقل ذكاء فيؤدي به هذا المرض إلى الجنون، اما إذا اصاب شخصا ذكيا فانه يصبح عبقري إلا أن لهذا المرض اثارة السلبية التي منها تلف خلايا المخ أو حدوث اورام خبيثة فيه نتيجة الضغط الزائد عليه.
وكان لاحد السجناء بسجن فوكس ريفر نفس المرض الذي اصاب مايكل، ولكن لسوء الحظ ان الشخص كان اقل ذكاء من مايكل ولكن ذاكرته أكثر حده منه، فقد أدى به هذا المرض إلى الجنون بالإضافة لتلف خلايا المخ، ونتيجة للاختبار الذي قام به مايكل سكوفيلد لاختبار امانة صديق زنزانته فيرناندو سوكري، غضب جدا سوكري من هذا الاختبار وقام بطلب تغيير زنزانته حتى لا يجلب له مايكل المتاعب، ونتيجة لكرة الضابط براد بيليك لمايكل قام بجلب سجين من عنبر المجانين لمايكل، والذي كان مصابا بنفس مرض العبقرية والتي ادت به الي الجنون، بالإضافة لتلف في خلايا المخ تمنع هذا الشخص من النوم، وقد راقب هذا المجنون تصرفات مايكل بالإضافة الي وشمه، بل استطاع ان يحفظ هذا الوشم ويعيد رسمه ليستنتج ان هذا الوشم ليس مجرد رسم فنان ولكنه كما وصفه المجنون (its a path to hell) (انه طريق الي الجحيم), بحيلة ما استطاع مايكل إخراجة من الزنزانة وعودته الي عنبر المجانين، كماستطاع لاحقا أن يتظاهر بانهيار عصبي ليصل إلى عنبر الأمراض النفسية في الإصلاحية ليتواصل مع أحد المرضى هناك الذي يتمتعون بذاكرة حادة ليكمل له إحدى الأجزاء المفقودة على وشمه بسبب احتراقها.
تمر علاقة مايكل بسارا بمنعطف بارز في الحلقة التاسعة «المفتاح» عندما فشل في سرقة مفتاح المستوصف منها. وعلى الرغم من أنها اكتشفت سبب وجود مايكل في المستوصف في الحلقة التالية، إلا أنها قرّرت ترك باب المستوصف مفتوحا في ليلة الهروب. في نهاية الموسم، ينجح مايكل أخيرا في مساعدة أخيه في الهرب من إصلاحية نهر فوكس، عابرًا نافذة المستوصف في الوقت المناسب، لكنه أيضا أعان ستة سجناء آخرين على الهرب.